# Skånela IF
Skånela IF är en svensk handbollsklubb, ursprungligen från Skånela men idag med Märsta i Sigtuna kommun som hemort. Föreningen grundades 1949. Skånela är Upplands största handbollsförening, med cirka 30 seriespelande lag samt cirka 800 medlemmar. Damlaget har spelat 32 säsonger i högsta serien (nuvarande Svensk handbollselit, SHE) och vunnit ett SM-guld, 1992. Herrlaget hade spelat en säsong i högsta serien (nuvarande Handbollsligan), 2012/2013, tills laget genom kval återkom till Handbollsligan säsongen 2024/2025.

## Skånela IF Dam
Damsektionen heter Skånela IF Dam och har spelat 32 säsonger i högsta damserien. Säsongen 1991/1992 blev damerna svenska mästare. Damlaget har även blivit svenska utomhusmästare flera gånger. Damlaget har också bidragit med flera spelare till landslaget, se nedan under kända spelare.
Senast laget spelade i högsta serien var säsongen 2014/2015. 2020/2021 spelar Skånela i Allsvenskan.

## Ungdomsverksamhet
Föreningen är en av Sveriges mera framgångsrika på ungdomssidan.

## Kända spelare
Landslagsspelare som är fostrade eller spelat i klubben är bland andra Herdeiro Lucau, Jan Ekman, Staffan Olsson, Åsa Mogensen (Eriksson), Camilla Eriksson och Madeleine Gustafsson (Grundström) och Gunilla Pettersson.